# 林业

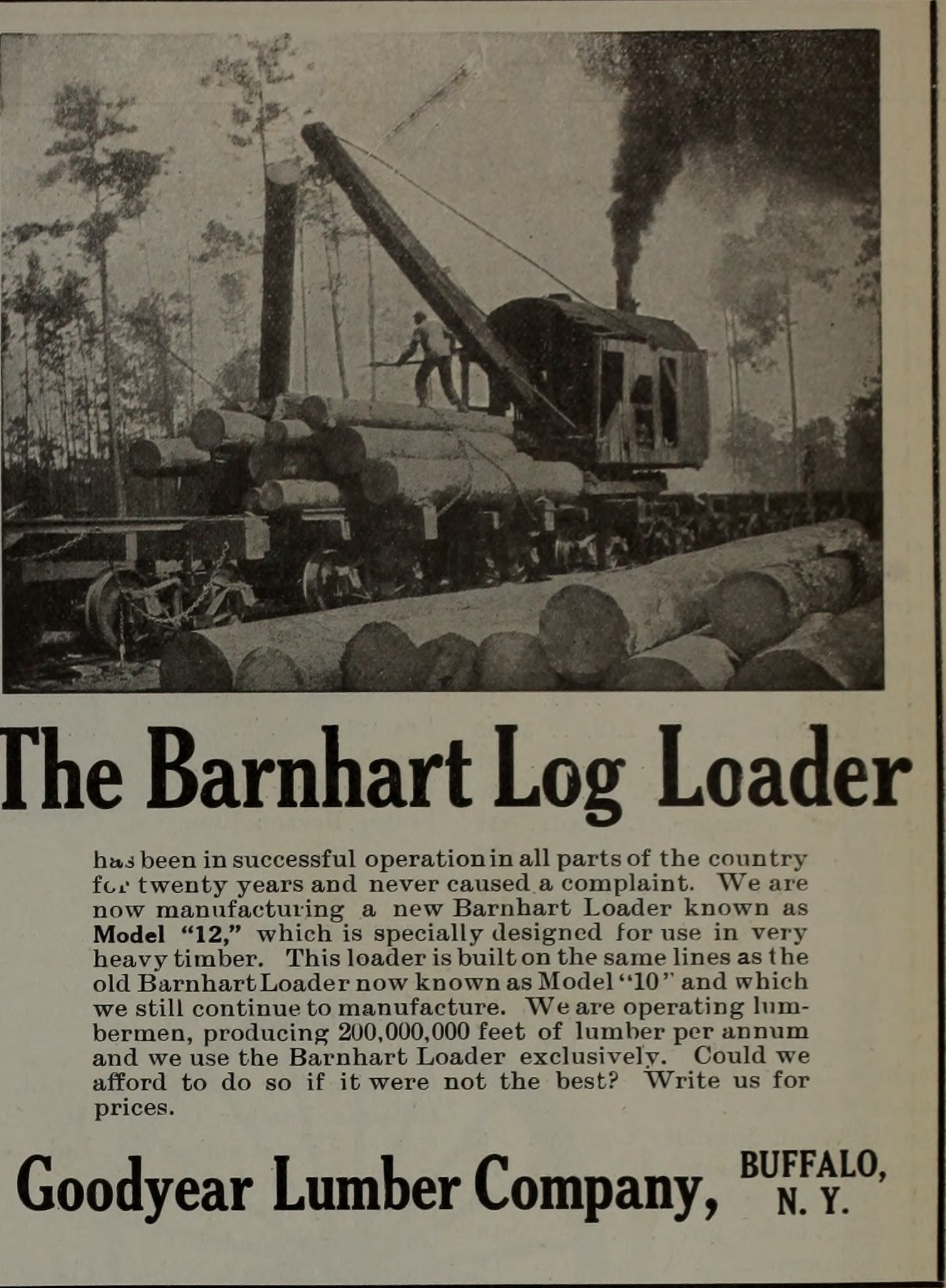
1911年加拿大卑詩省伐木場

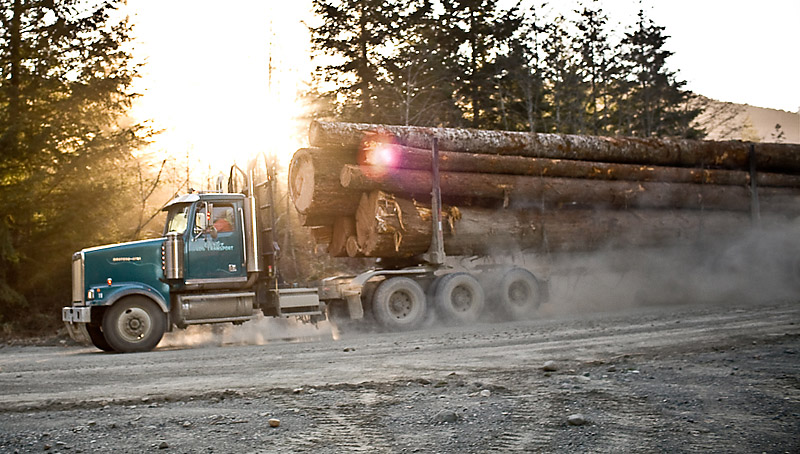
卑詩省伐木工人運送木材

林业是对树木和森林（包括竹林）进行经营、管理，对与其相关的野生动植物资源等生态环境进行保护、管理的行业和科学。它有利于维护和改善地球的生态平衡和生物多样性，能提高人类和其他生物的生存质量。同时，对林木、森林进行合理和坚持“永续利用”原则的开发利用，可以产生较好的经济效益和社会效益，例如木材的纸浆加工和家具生产等，这些产品又称林产品。
林业包括了天然林的监测管理、合理开发利用、保护等；人工林的育苗、栽植、抚育、采伐、更新、经营、管理等；森林资源的普查、生长、死亡、更新等变化情况监测等；林木采伐的控制、管理等；苗木繁育技术研究、运输等；森林病虫害防治、监测、预报、防疫等；野生动植物资源、原生植被资源保护等；林产品的研究、开发、利用、销售等及林业科学、生产技术和相关领域的科学研究等诸多工作。 森林管理在棲地的創造和改變中發揮重要作用，並影響生態系服務的提供。
在中国大陆，從20世纪90年代开始，國家明令禁止天然林采伐。許多国家也有類似的法律，但在森林充沛的地区，仍然出口林产品。目前主要出口的国家为加拿大、北欧国家和东南亚国家。